# Love Yourself: Her
Albums de BTS
You Never Walk Alone
(2017) Face Yourself
(2018)
Singles
1. "DNA"
Sortie : 18 septembre 2017

Love Yourself: Her (Titre original: Love Yourself 承 Her) est le cinquième mini-album du boys band sud-coréen BTS sorti le 18 septembre 2017 avec le clip vidéo du titre principal DNA. Il est le premier album de la série Love Yourself. Moins d'une semaine après le début des précommandes, l'album bat un record en comptabilisant plus d'un million de pré-commandes en Corée du Sud. En septembre 2017, il se vend à plus de 1 000 000 exemplaires, un nombre record qui n'a pas été atteint depuis 2001 en Corée du Sud.
L'album contient 8 nouvelles chansons et un skit. La version CD offre en plus deux pistes cachées: un skit et une chanson produite par RM. Andrew Taggart du duo américain The Chainsmokers a collaboré avec BTS pour le titre Best of Me.
Le premier teaser pour le clip de DNA sort le 15 septembre à minuit, heure coréenne et le second le lendemain. Le clip vidéo est mis en ligne le 18 septembre 2017 à 18:00, heure coréenne et devient le clip d'un groupe de k-pop le plus visionné les premières 24 heures avec 20 975 068 vues. Le clip est le premier du groupe à atteindre les 300 millions de vues et le plus rapide pour n'importe quel groupe de K-pop (en 5 mois et 6 jours). Il est aussi devenu le clip vidéo le plus vu pour un groupe de K-pop et est le premier à passer les 350 millions de vues le 25 avril 2018, date coréenne.
BTS et Steve Aoki sortent le remix de MIC Drop en collaboration avec Desiigner le 24 novembre 2017 et le clip comptabilise 13 987 276 vues en 24 heures.
En février 2018, ce titre fait de BTS le premier groupe de Kpop certifié Or par le RIAA suivi trois jours plus tard par DNA.

## Reception
Le clip vidéo de DNA comptabilise 22,5 millions de vues les premières 24 heures, le plaçant en onzième du plus grand nombre de vues en 24 heures dans l'histoire de YouTube.

## Liste des pistes
| 1.    | Intro: Serendipity                  | Slow Rabbit, Ray Michael Djan Jr, Ashton Foster, RM, "Hitman" Bang (Bang Si-hyuk)                                              | Slow Rabbit                 | 2:19 |
| 2.    | DNA                                 | Pdogg, "Hitman" Bang (Bang Si-hyuk), KASS, Supreme Boi, Suga, RM                                                               | Pdogg                       | 3:43 |
| 3.    | Best Of Me                          | Andrew Taggart, Pdogg, Ray Michael Djan Jr, Ashton Foster, Sam Klempner, RM, "Hitman" Bang (Bang Si-hyuk), Suga, J-Hope, ADORA | Andrew Taggart, Pdogg       | 3:46 |
| 4.    | 보조개 (Dimple)                     | Matthew Tishler, Allison Kaplan, RM                                                                                            | Matthew Tishler, Crash Cove | 3:16 |
| 5.    | Pied Piper                          | Pdogg, JINBO, KASS, RM, Suga, J-Hope, "Hitman" Bang (Bang Si-hyuk)                                                             | Pdogg                       | 4:05 |
| 6.    | Skit: Billboard Music Awards Speech | | Pdogg                       | 1:43 |
| 7.    | MIC Drop                            | Pdogg, Supreme Boi, "Hitman" Bang (Bang Si-hyuk), J-Hope, RM                                                                   | Pdogg                       | 3:57 |
| 8.    | 고민보다 Go ("Gominboda go"/ Go Go) | Pdogg, "Hitman" Bang (Bang Si-hyuk), Supreme Boi                                                                               | Pdogg                       | 3:55 |
| 9.    | Outro: Her                          | Suga, Slow Rabbit, RM, J-Hope                                                                                                  | Suga, Slow Rabbit           | 3:49 |
| 30:42 |                                     | |                             |      |

| Pistes cachées sur CD | Pistes cachées sur CD                      | Pistes cachées sur CD         | Pistes cachées sur CD | Pistes cachées sur CD | Pistes cachées sur CD | Pistes cachées sur CD | Pistes cachées sur CD | Pistes cachées sur CD | Pistes cachées sur CD |
| No                    | Titre                                      | Auteur                        | Producteur(s)         | Durée                 |                       |                       |                       |                       |                       |
| --------------------- | ------------------------------------------ | ----------------------------- | --------------------- | --------------------- | --------------------- | --------------------- | --------------------- | --------------------- | --------------------- |
| 10.                   | Skit : 망설임과 두려움 (Hesitation & Fear) |                               | "Hitman" Bang, Pdogg  | 9:00                  |                       |                       |                       |                       |                       |
| 11.                   | 바다 (Sea)                                 | RM, Slow Rabbit, SUGA, J-Hope | RM                    | 5:12                  |                       |                       |                       |                       |                       |
| 44:30                 |                                            |                               |                       |                       |                       |                       |                       |                       |                       |

## Classements

### Classements hebdomadaires
| Classements (2017)                  | Meilleure position |
| ----------------------------------- | ------------------ |
| Belgique (Flandre Ultratop)         | 18                 |
| Belgique (Wallonie Ultratop)        | 51                 |
| France (SNEP)                       | 83                 |
| Pays-Bas (Mega Album Top 100)       | 19                 |
| Royaume-Uni (UK Albums Chart)       | 14                 |
| Suède (Sverigetopplistan)           | 13                 |
| Irlande (IRMA)                      | 19                 |
| Italie (FIMI)                       | 56                 |
| Allemagne (Media Control AG)        | 57                 |
| Suisse (Schweizer Hitparade)        | 26                 |
| Autriche (Ö3 Austria Top 40)        | 17                 |
| Australie (ARIA)                    | 8                  |
| Japon (Oricon)                      | 1                  |
| Corée du Sud (Gaon Chart)           | 1                  |
| Canada (Billboard)                  | 3                  |
| États-Unis (Billboard 200)          | 7                  |
| États-Unis World Albums (Billboard) | 1                  |

### Émissions de classements musicaux
| Single | Émission                  | Date              |
| ------ | ------------------------- | ----------------- |
| DNA    | The Show (SBS MTV)        | 26 septembre 2017 |
| DNA    | Show Champion (MBC Music) | 27 septembre 2017 |
| DNA    | M Countdown (Mnet)        | 28 septembre 2017 |
| DNA    | Music Bank (KBS2)         | 29 septembre 2017 |
| DNA    | Inkigayo (SBS)            | 1er octobre 2017  |
| DNA    | M Countdown (Mnet)        | 5 octobre 2017    |
| DNA    | Music Bank (KBS2)         | 6 octobre 2017    |
| DNA    | Inkigayo (SBS)            | 8 octobre 2017    |
| DNA    | Music Bank (KBS2)         | 13 octobre 2017   |
| DNA    | Inkigayo (SBS)            | 15 octobre 2017   |

## Partenariat avec l'UNICEF

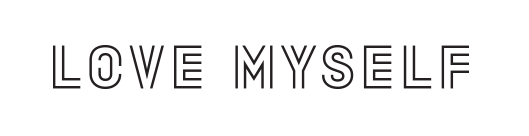
Logo de la campagne Love Myself.

Le 31 octobre, BTS et Big Hit Entertainment dévoilent à travers une vidéo mise en ligne sur Youtube leur partenariat avec l'UNICEF et la création d'une campagne nommée « Love Myself » qui cherche à faire du monde un endroit meilleur mais aussi à assurer qu'enfants et adolescents du monde entier puissent vivre une vie sûre sans peur et violence. 500 millions de won (env. 447 000 dollars) seront versés par BTS et Big Hit Entertainment en plus de 3% des ventes physiques des albums de la série « Love Yourself », de l'intégralité des ventes de biens venant de la campagne « Love Myself » et des dons faits aux bureaux de don de l'UNICEF lors des deux prochaines années.

## Ventes et certifications

### Album
| Pays              | Ventes    |
| ----------------- | --------- |
| Corée du Sud Gaon | 2 196 464 |
| Japon Oricon      | 69 075    |

### Singles

#### DNA
| Pays                 | Ventes          | Certifications |
| -------------------- | --------------- | -------------- |
| Corée du Sud Gaon    | plus de 869 080 |                |
| États-Unis Billboard | plus de 500 000 | Or             |

#### MIC Drop Remix
| Pays                 | Ventes          | Certifications |
| -------------------- | --------------- | -------------- |
| Corée du Sud Gaon    | plus de 149 366 |                |
| États-Unis Billboard | plus de 500 000 | Or             |

## Historique de sortie
| Pays         | Date              | Format                       | Label                 |
| ------------ | ----------------- | ---------------------------- | --------------------- |
| Corée du Sud | 18 septembre 2017 | CD, téléchargement numérique | Big Hit Entertainment |
| Mondial      | 18 septembre 2017 | CD, téléchargement numérique | Big Hit Entertainment |